# Franklin (contea di Cambria)
Franklin  è una borough degli Stati Uniti d'America, nella contea di Cambria nello Stato della Pennsylvania. Secondo il censimento del 2000 la popolazione è di 442 abitanti.

## Società

### Evoluzione demografica
La composizione etnica vede una maggioranza di quella bianca (90,27%), seguita dagli afroamericani (9,05%) dati del 2000.
| borough di Franklin Popolazione |     |
| 2000                            | 442 |
| Previsione al 2009              | 395 |